# Пол Льюїс (хокеїст на траві)
Пол Льюїс (англ. Paul Lewis, 1 листопада 1966) — австралійський хокеїст на траві.
Срібний призер Олімпійських Ігор 1992 року, бронзовий призер 1996 року.
Він єдиний чоловік із Південної Австралії та один із 19 чоловіків, які зіграли понад 200 міжнародних ігор за Австралію.
Вічний щит Чемпіонату юніорської зони штату Hockey SA серед чоловіків U18 названо на честь Пола.